# Sloup Nejsvětější Trojice (Bratislava)
Morový sloup na Rybném náměstí je barokní trinitární sloup stojící na Rybném náměstí v historické zóně Bratislavy.

## Vznik a popis
Jde o sloup postavený v roce 1713 z veřejné sbírky na památku ukončení morové epidemie, která postihla Bratislavu ještě na konci roku 1712. Podle soudobých dokumentů jí v městě podlehlo 3 860 obyvatel a dalších 1 561 bylo nakaženo. Velkou zásluhu v zápase o její potlačení měl tehdejší ostřihomský arcibiskup a uherský primas, kardinál Christian August Saský, jehož jméno je zvěčněno na podstavci sloupu (mimo jiné kardinál byl iniciátorem i donátorem stavby).
Sloup se nachází na rozhraní Rybného a Hviezdoslavova náměstí. Jeho autor je neznámý; kamennou ohradu vytvořil blíže neznámý rakouský sochař Martin Victor. Sloup byl pravděpodobně v polovině 18. století natolik poškozen, že se Městská rada rozhodla dát ho opravit a zrestaurovat. Touto prací pověřila kolem roku 1760 bratislavského sochaře Jozefa Sartoryho. Sartory však svou práci pojal ne jako úzkostlivou renovaci ve smyslu zachování původních hodnot díla, ale spíše jako jeho volnou úpravu. Výsledek jeho prací můžeme obdivovat dodnes.
Sloup tvoří nástavba kruhového průřezu postavena na trojhranném podstavci. Piedestal na svých stranách nese reliéfy tematicky se vztahující na morovou epidemii - Poslední pomazání, Svatá Rozálie a Pohřbívání mrtvého. Kromě reliéfu ležící svaté Rozálie jsou další dva krutým zobrazením téměř každodenních událostí z dob morové nákazy. Reliéfy jsou dílem J. Sartoryho.
Není známo, zda původní sloup obsahoval nějaké reliéfy, z nichž Sartory vycházel nebo zda vytvořil novou skupinu.
Na římse podstavce jsou umístěny sochy světců: svatého Rocha, svatého Ondřeje a svatého Karla Boromejského. Na vrcholu sloupu s hlavicí s voluta je osazeno sousoší nejsvětější Trojice.
Součástí morového sloupu postaveného v balustrádové ohrádce s kovanou brankou jsou na vedle stojících podstavcích umístěné sochy (dílo J. Sartoryho) Immaculaty a prvního uherského krále Štěpána I., který dává Panně Marii uherskou korunu ležící na podušce v jeho rukou. Motiv, kdy král Štefan dává uherskou korunu do Mariiny ochrany, je známý také z obrazu z roku 1737 na hlavním oltáři v kapucínském Kostele svatého Štěpána.
Sochy Panny Marie a svatého Štěpána spolu s reliéfy na sloupovém podstavci svými znaky - bohatou ornamentikou modelací tvarů, malířským vzezřením reliéfů - už inklinují k nastupujícímu rokokový slohu.
Morový sloup podstoupil renovace i v dalších obdobích: v letech 1772, 1872, 1925, 1956 a 1980. Poslední byla renovace v letech 2003–2007.